# Al Bayda' (Yémen)
Pour les articles homonymes, voir Bayda.
Al Bayda', ou Al-Beida ou Baidhah (en arabe : البيضاء), anciennement  est une ville du centre du Yémen, dans le gouvernorat d'Al Bayda', dont elle est la capitale, à environ 200 km au sud-est de Sanaa, la capitale.
Sa population, au recensement de 2004, est de 571 778 habitants.